# Cantone di Mézenc
Il Cantone di Mézenc è una divisione amministrativa dell'Arrondissement di Le Puy-en-Velay e dell'Arrondissement di Yssingeaux.
È stato costituito a seguito della riforma approvata con decreto del 17 febbraio 2014, che ha avuto attuazione dopo le elezioni dipartimentali del 2015.

## Composizione
Comprende i seguenti 21 comuni:
- Alleyrac
- Chadron
- Le Chambon-sur-Lignon
- Champclause
- Chaudeyrolles
- Les Estables
- Fay-sur-Lignon
- Freycenet-la-Cuche
- Freycenet-la-Tour
- Goudet
- Lantriac
- Laussonne
- Mazet-Saint-Voy
- Le Monastier-sur-Gazeille
- Montusclat
- Moudeyres
- Présailles
- Saint-Front
- Saint-Martin-de-Fugères
- Salettes
- Les Vastres